# Alte Kanzlei (Aurich)

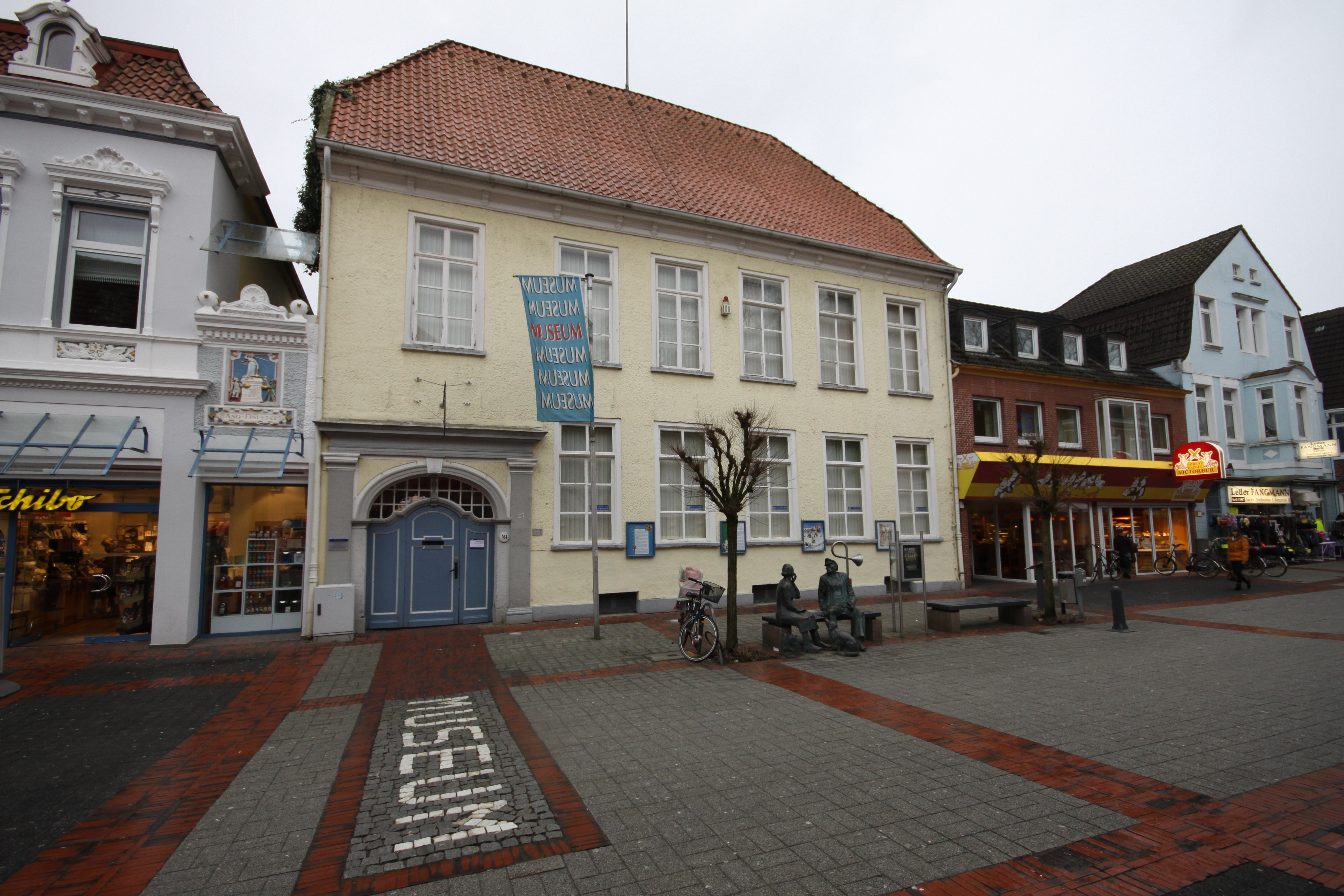
Das Historische Museum Aurich

Die Alte Kanzlei in der ostfriesischen Kreisstadt Aurich (Landkreis Aurich, Niedersachsen) ist ein unter Denkmalschutz stehender Bau aus dem 16. Jahrhundert. Er beherbergt heute das Historische Museum der Stadt.

## Baubeschreibung
Die Alte Kanzlei ist ein zweigeschossiger traufständiger Putzbau mit abgewalmten Dach. Die Durchfahrt ist von Pilastern gerahmt.

## Geschichte
Ursprünglich war das Gebäude vermutlich im Besitz des Grafen Johann Cirksena. Dieser ließ es wohl um 1530 als Stadthaus aus den Steinen der 1529 abgebrochenen Klosterkirche in Ihlow erbauen. Als Johann Ostfriesland verließ, verkaufte er sein Stadthaus für 1000 Taler an seine Schwägerin und Gräfin von Ostfriesland, Anna. Diese stellte es der Stadt als „Rat- und Weinhaus“ zur Verfügung.
Als Graf Edzard II. 1561 seine Residenz nach Aurich verlegte, verblieb die gräfliche Kanzlei zunächst in Emden. Erst auf Bitten der Auricher Bürgerschaft und wohl noch mehr als Folge der Emder Revolution wurde das Auricher Stadthaus ab 1609 Dienstsitz und Dienstwohnung des Kanzlers Thomas Franzius. Das Rathaus der Stadt wurde in ein Gebäude an der Burgstraße/Ecke Marktplatz verlegt. Auf den Kanzler Franzius folgte Dothias Wiarda, der bis zu seinem Tode im Jahre 1637 in dem Gebäude wohnte. Der Dienstsitz wurde noch zu seinen Lebzeiten in die Neue Kanzlei im Auricher Schlossbezirk verlegt.
1701 ließ Fürst Christian Eberhard die Alte Kanzlei für seine zweite Ehefrau Anna Juliana von Kleinau umbauen. Von 1732 bis 1870 wurde es als Dienstwohnung für höhere Beamte genutzt. Danach war es bis ins späte 20. Jahrhundert Landratsamt, ehe die Stadt Aurich das Gebäude übernahm. Am 5. Juli 1985 wurde dort schließlich das Historische Museum durch den niedersächsischen Minister Johann-Tönjes Cassens feierlich eröffnet.